# Siktlinje

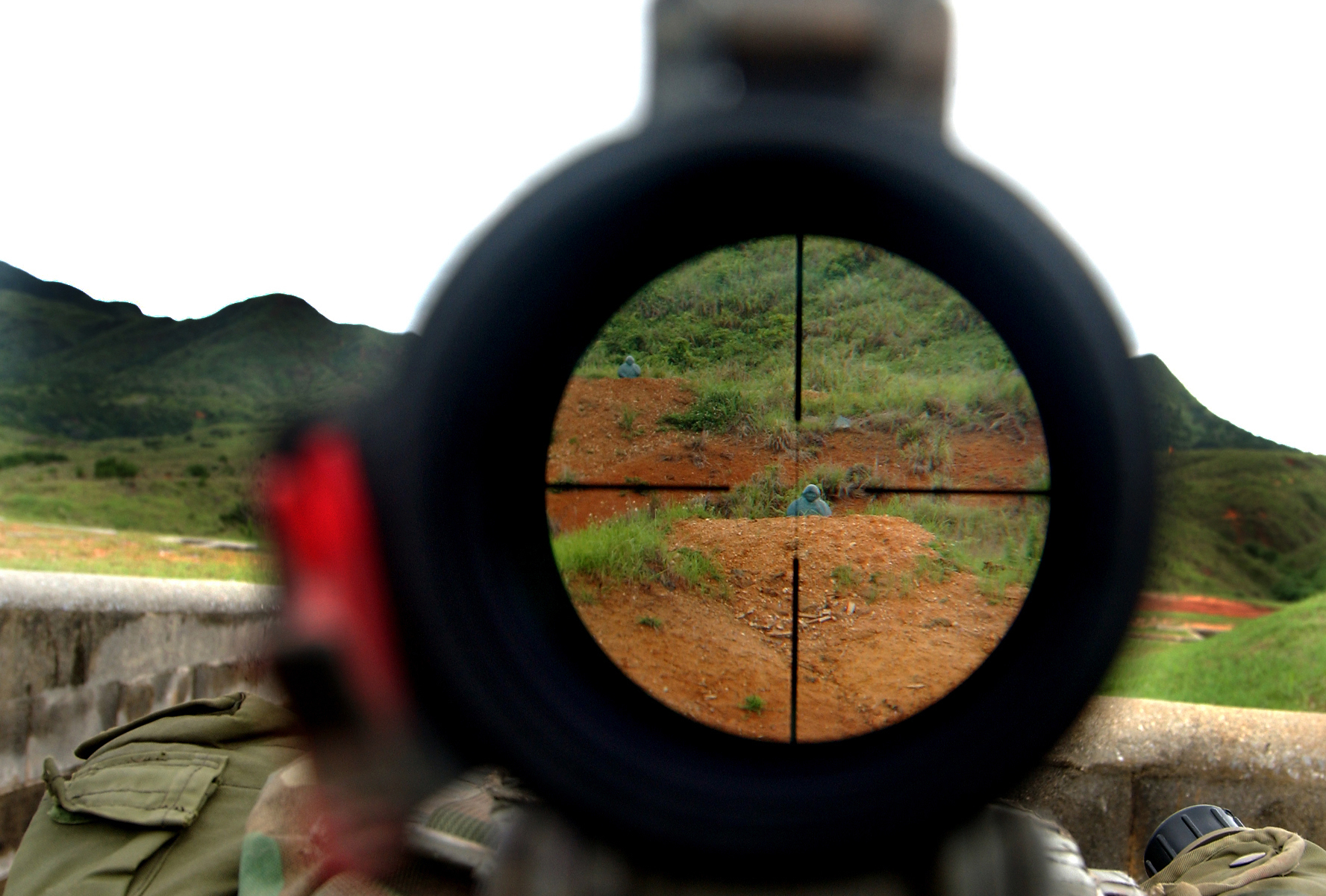
Vy i kikarsikte, en av många applikationer som är beroende av en fri siktlinje.

Siktlinje är en tänkt linje mellan två objekt som sammanfaller visuellt med den observation som kan göras från det ena objektet av det andra objektet.